# Neuville-Saint-Rémy
Neuville-Saint-Rémy ist eine französische Gemeinde mit 3909 Einwohnern (Stand: 1. Januar 2022) im Département Nord in der Region Hauts-de-France; sie gehört zum Arrondissement Cambrai und zum Kanton Cambrai. Die Einwohner werden Neuvillois genannt.

## Geographie
Neuville-Saint-Rémy ist eine nordwestliche banlieue von Cambrai an der kanalisierten Schelde, die ab hier als Canal de Saint-Quentin nach Süden weiterführt. Umgeben wird Neuville-Saint-Rémy von den Nachbargemeinden Tilloy-lez-Cambrai im Norden, Cambrai im Osten und Süden sowie Raillencourt-Sainte-Olle im Westen.
Durch die Gemeinde führen die Autoroute A2 sowie die frühere Route nationale 43 und die frühere Route nationale 39.

## Bevölkerungsentwicklung
| Jahr                       | 1962 | 1968 | 1975 | 1982 | 1990 | 1999 | 2009 | 2020 |
| Einwohner                  | 2846 | 4127 | 3847 | 4107 | 3957 | 3962 | 3748 | 3923 |
| Quellen: Cassini und INSEE |      |      |      |      |      |      |      |      |

## Sehenswürdigkeiten

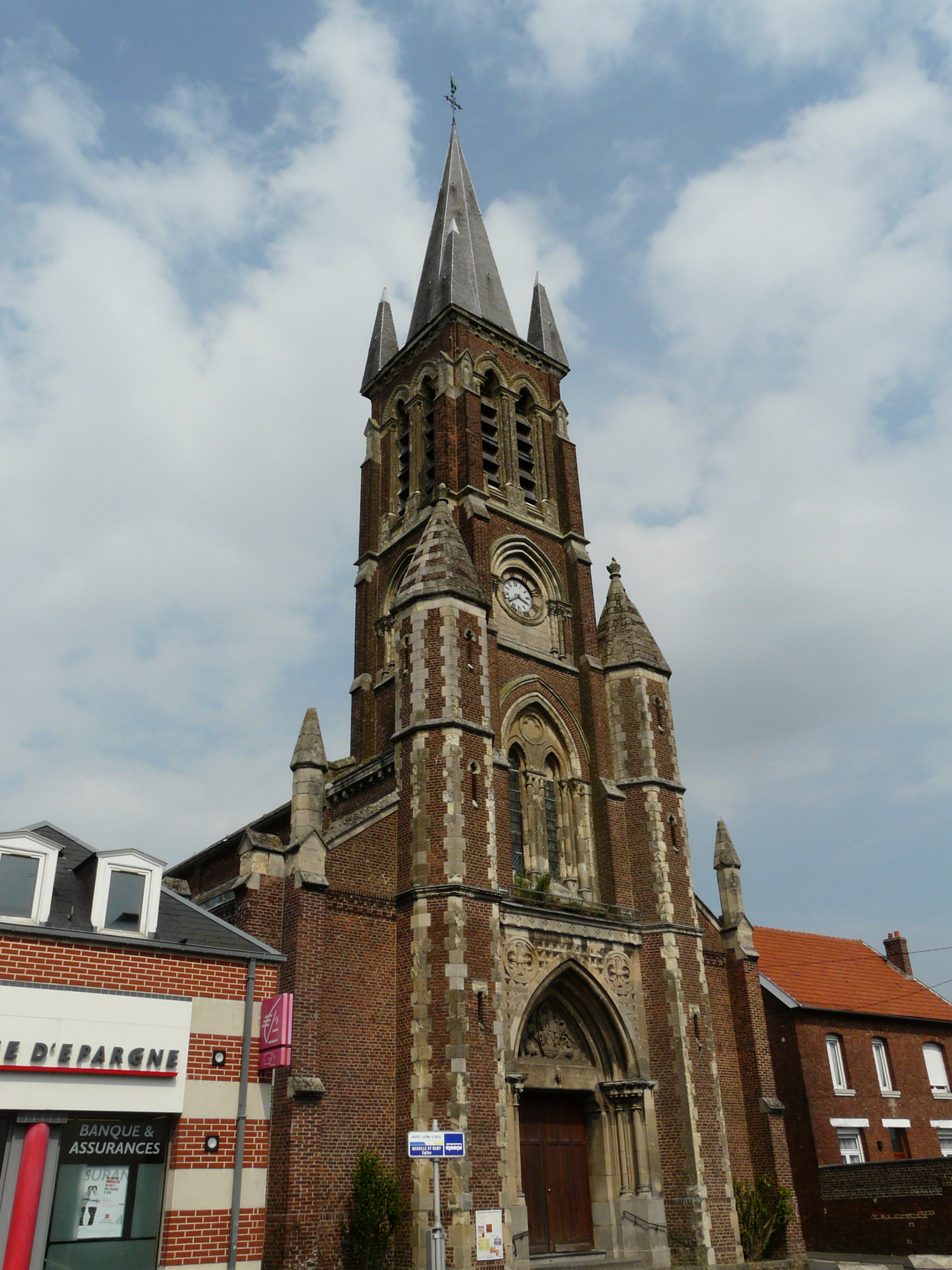
Kirche Saint-Rémy
- Mühle Savary
- Schokoladenmarkt
- zwei Wassertürme

- Kirche Saint-Rémy

## Persönlichkeiten
- Alfred Fronval (1893–1928), Flugpionier
- Fritz Rumey (1891–1918), deutsches Fliegerass im Ersten Weltkrieg, zwischen Cambrai und Neuville-Saint-Rémy abgeschossen (Tod durch Versagen des Fallschirms)
- Benny Vasseur (1926–2015), Jazzposaunist